# Macrozamia montana
Macrozamia montana är en kärlväxtart som beskrevs av Kenneth D. Hill. Macrozamia montana ingår i släktet Macrozamia och familjen Zamiaceae. IUCN kategoriserar arten globalt som livskraftig. Inga underarter finns listade i Catalogue of Life.